# فیلیپینی آمریکایی‌ها
فیلیپینی آمریکایی‌ها (فیلیپینی: Mga Pilipinong Amerikano) آمریکایی‌هایی هستند که اصالت فیلیپینی دارند.